# Zeruya Shalev
Zeruya Shalev (en hebreo:צרויה שלו,  Kvutzat Kinneret, 13 de mayo de 1959) es una escritora israelí.

## Biografía
Nació en el mismo kibutz que Raquel la poetisa, en una familia con varias personalidades dedicadas a la cultura: su hermano es el matemático Aner Shalev y su primo el periodista Meir Shalev.
Creció en Bet Berl e hizo estudios bíblicos en la Universidad Hebrea de Jerusalén. Está casada con el también escritor y periodista Eyal Megged con el que tiene tres hijos y cuyo padre era el escritor Aaron Megued.

## Obra
- Vida amorosa, 2000
- Marido y mujer, 2004
- Thera, 2007
- Un niño ideal, 2009
- Lo que queda de nuestras vidas, 2014
- Dolor, 2017